# 临清运河钞关
临清运河钞关位于山东省临清市运河西岸，是明清时期在大运河航线上设立的一个征收船税的机构，创始于明宣德四年（1429年）。多数时候直接隶属于户部，户部在此设立户部分司管理收税事宜。
明代万历年间，临清钞关年征收船料商税银八万余两，居全国八大钞关（崇文门、河西务、临清、淮安、扬州、浒墅关、北新关（杭州）、九江）之首，占全国课税额的四分之一。万历年间山东全省一年税课银只有八千八百余两，仅及临清钞关所收十分之一稍强。万历二十七年（1599年），在临清钞关发生了一场震惊朝野的王朝佐抗税事件。
临清钞关现存有仪门，南、北穿厅，公堂、巡拦房、船料房、官属舍房等80余间古建筑，是全国唯—的1处钞关旧址。2001年被列为第五批全国重点文物保护单位。